# انتخابات الرئاسة السلفادورية 2009
انتخابات الرئاسة السلفادورية 2009 هي الانتخابات الرئاسية التي جرت في 15 مارس 2009، لانتخاب رئيس السلفادور، فاز بالانتخابات موريسيو فونيس.